# Залив Де-Лонга

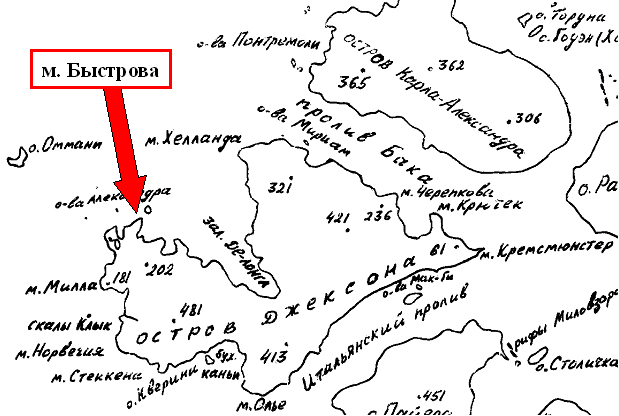
Карта острова Джексона

Залив Де-Лонга — залив на северо-западном побережье острова Джексона, разделяет его на два почти равных полуострова. Назван в честь американского морского офицера и полярного исследователя Джорджа Де-Лонга.
С юга залив Де-Лонга ограничен мысом Быстрова, названным полярником из Арктического института Л. С. Говорухой в 1963 году в честь выдающегося русского палеонтолога А. П. Быстрова.
На выходе из залива расположены острова Александра.

## Топографические карты
- Лист карты U-40-XIX,XX,XXI о. Оммани. Масштаб: 1 : 200 000. Издание 1965 г.
- Лист карты U-40-XXV,XXVI,XXVII остров Солсбери. Масштаб: 1 : 200 000. Издание 1965 г.